# گل بادشاه مجیدی
گل بادشاه مجیدی (زاده ۱۳۴۶ ولسوالی آریوب ځاځی پکتیا) سیاستمدار افغانستان و نماینده مردم پکتیا در دوره‌های پانزدهم و شانزدهم مجلس نمایندگان است. ایشان در مجلس شانزدهم نمایندگان افغانستان عضو کمیسیون امور بین‌المللی می‌باشد.

## زندگی‌نامه
گل بادشاه مجیدی زاده ۱۳۴۶ از ولسوالی آریوب ځاځی ولایت پکتیا می‌باشد. ایشان تحصیلات ابتدایی خود را در لیسه نورمحمد شاه مینه در کابل به پایان رسانیده‌است و پس از آن توانست مدرک لیسانس خود را در رشته ادبیات انگلیسی از دانشکده ادبیات دانشگاه کابل و مدرک حقوق و علوم سیاسی خود را از دانشگاه کراچی پاکستان کسب کند. وی پس از تحصیلات در بخش تجارت مشغول به فعالیت بوده‌است.

## دیگر فعالیت‌ها
دیگر فعالیت‌های ایشان:
- معاون شرکت تجاری زر گل مجیدی.
- عضو کمیته کمک به افغان‌ها و گروه بازسازی پکتیا در آلمان.
- نماینده مردم پکتیا در دوره پانزدهم مجلس نمایندگان.